# Apollinari Doudko
Apollinari Ivanovitch Doudko (en russe : Аполлинарий Иванович Дудко), né le 25 juillet 1909 à Saint-Pétersbourg et mort suicidé le 2 janvier 1971 à Léningrad, est un directeur de la photographie, réalisateur et scénariste soviétique.

## Filmographie
Directeur de la photographie
- 1939 : Arinka (ru) (Аринка) de Nadejda Kocheverova
- 1942 : La Défense de Tsaritsyne (Оборона Царицына) des frères Vassiliev
- 1953 : Lioubov Yarovaïa (Любовь Яровая) de Ian Frid
- 1954 : La Dompteuse de tigres (Укротительница тигров) de Nadejda Kocheverova
- 1955 : Deux capitaines (Два капитана) de Vladimir Venguerov
- 1957 : Don Quichotte (Дон Кихот) de Grigori Kozintsev
- 1958 : Les Jours d'octobre (ru) (В дни Октября) de Sergueï Vassiliev

Réalisateur
- 1964 : La Belle au bois dormant (film-ballet) (ru) coréalisé avec Constantin Sergueïev
- 1966 : Aujourd'hui est une nouvelle attraction (ru) coréalisé avec Nadejda Kocheverova
- 1968 : Le Lac des cygnes (film-ballet, 1968) (ru) coréalisé avec Constantin Sergueïev

## Distinctions
- Maître émérite des arts de l'URSS : 1969